# Peter Costello
Peter Costello (ur. 14 sierpnia 1957 w Melbourne) – australijski polityk, wiceprzewodniczący Liberalnej Partii Australii od 1 maja 1994 do 29 listopada 2007. Minister skarbu w rządzie od 11 marca 1996 do 3 grudnia 2007.

## Edukacja
Costello kształcił się w Carey Baptist Grammar School. Następnie studiował prawo na Monash University w Melbourne. W czasie studiów zaangażował się w politykę, był działaczem radykalnych socjaldemokratów. Należał do Socjaldemokratycznego Zrzeszenia Studentów. Po ukończeniu nauki porzucił jednak lewicowe poglądy na rzecz konserwatyzmu i liberalizmu w gospodarce.

## Kariera polityczna
W latach 80. Costello pracował jako prawnik w kilku kancelariach prawniczych. Reprezentował pracodawców i średni biznes w kilku znanych krajowych sporach prawnych.
W 1990 dostał się po raz pierwszy do Izby Reprezentantów z listy Partii Liberalnej. Został natychmiast wystawiony przez opozycję do pierwszego szeregu polityków prowadzących debatę z rządząca wówczas Australijską Partią Pracy. W 1993 został ministrem finansów w gabinecie cieni.
Po kolejnej porażce wyborczej Partii Liberalnej w 1993, Costello mimo przewidywań zrezygnował z ubiegania się o przywództwo w partii i poparł Alexandra Downera. Sam, w maju 1994 został mianowany wiceprzewodniczącym Partii Liberalnej i ministrem skarbu w gabinecie cieni.
W styczniu 1995 Downer zrezygnował z przywództwa. Costello nie kandydował na opuszczony urząd, tylko poparł Johna Howarda. W lipcu 2006 do opinii publicznej przedostały się informacje o spotkaniu Costello i Howarda w grudniu 1994, na którym obaj uzgodnili wspólne porozumienie i zasady podziału władzy w partii. Howard zgodził się zrezygnować z przywództwa w partii po 4,5 roku bycia premierem, w zamian Costello zobowiązał się do nieubieganie się w tym czasie o szefostwo liberałów. Po ujawnieniu tych informacji opinii publicznej, Howard zaprzeczył, jakoby powyższe ustalenia miały miejsce.

## Minister skarbu
Po wygranych wyborach przez liberałów w 1996, Costello w marcu tego roku objął stanowisko ministra skarbu. W czasie swoich rządów Costello zreformował system podatkowy, zmniejszył inflację i bezrobocie w kraju. Jest osobą najdłużej sprawującą ten urząd w historii Australii.
Z czasem między dwoma czołowymi politykami Partii Liberalnej pojawiły się konflikty. Pierwsze oznaki można było zauważyć już w 2003, kiedy Howard ogłosił, że zamierza ubiegać się o stanowisko premiera w czasie wyborów w 2004.
W 2007 prasa spekulowała nad odejściem Howarda w obliczu sondażów wieszczących klęskę partii w przyszłych wyborach parlamentarnych i zastąpieniu go przez Costello. W wyborach parlamentarnych 24 listopada 2007 Partia Liberalna poniosła porażkę i musiała oddać władzę. Premier Howard nie dostał się w ogóle do nowej Izby Reprezentantów i zrezygnował z przywództwa. 25 listopada 2007 Costello ogłosił, iż nie będzie ubiegał się o przywództwo w partii. 29 listopada 2007 przestał pełnić funkcję wiceprzewodniczącego Partii Liberalnej, a 3 grudnia 2007 opuścił stanowisko ministra skarbu. Uzyskał jednak ponownie mandat parlamentarny z okręgu Higgins.